# Rhinolophus canuti
Rhinolophus canuti är en fladdermusart som beskrevs av Thomas och Wroughton 1909. Rhinolophus canuti ingår i släktet hästskonäsor, och familjen Rhinolophidae. IUCN kategoriserar arten globalt som sårbar. Inga underarter finns listade i Catalogue of Life. Wilson & Reeder (2005) skiljer mellan två underarter. 
Arten förekommer främst på Bali och dessutom finns en mindre population på en ö söder om Java. Beståndet på Java (fyrkanten i kartan) är troligen utdött. Öarna ligger upp till 550 meter över havet. Individerna söker sin föda i skogar och över jordbruksmark. De vilar i grottor och bildar stora kolonier.